# Marie Louise von Scheliha
Marie Louisa Emilia Sofia Edle von Scheliha (* 21. Mai 1904 auf Schloss Kleinskal in Böhmen als Marie Louise von Medinger; † 2. April 2003 in Adliswil, Schweiz) war eine deutsche Adelige und Ehefrau des Widerstandskämpfers Rudolf von Scheliha.

## Leben

### Kindheit und Jugend
Marie Louisa Emilia Sofia Edle von Medinger wurde am 21. Mai 1904 auf Schloss Kleinskal in Böhmen geboren. Das heute in Tschechien liegende Gebiet zwischen den Städten Jablonec nad Nisou (damals: Gablonz) und Turnov (damals Turnau) gelegene Schloss gehörte zur Habsburgermonarchie. Ihr Vater Wilhelm von Medinger war diplomierter Landwirt und promovierter Philosoph und hatte das Gut zwei Jahre vor ihrer Geburt von Ludwig von Oppenheimer erworben. Er gehörte außerdem zehn Jahre dem Böhmischen Landtag an. Marie Louise von Medinger bekam überwiegend Privatunterricht, besuchte für kurze Zeit aber auch die Klosterschule Nôtre Dame de Sion in Wien. 1920 besuchte sie ihren ersten Ball und verlobte sich gegen den Willen der Eltern. Sie wurde daher vom Vater nach Oxford geschickt, um die Verbindung geräuschlos zu lösen. Anschließend lernte sie in einem Säuglingsheim und studierte an der Kunstgewerbeschule in Gablonz. Da dort ihr künstlerisches Talent entdeckt wurde, schloss sie ein Studium an der Wiener Kunstgewerbeschule an. Vor dem Eintritt ins Berufsleben entschied sie sich jedoch, auch auf Grund mangelhafter Schulbildung, wie sie später zugab, für ein adeliges Leben. 1927 heiratete sie den adeligen Diplomaten Rudolf von Scheliha, den sie auf einem Ball in Prag kennenlernte.

### Leben als Diplomatengattin und im Widerstand
Marie Louise von Schehila zog nach der Hochzeitsreise 1927 mit ihrem Gatten nach Konstantinopel. Das Paar zog noch im gleichen Jahr weiter nach Ankara., die neue Hauptstadt der Türkei wurde. Ein einschneidendes Erlebnis war eine Fehlgeburt, die Schehila schwer belastete. 16 Monate später wurde ihr Mann nach Kattowitz versetzt. Am 14. November 1930 bekam sie eine Tochter, die auf Grund einer Knochenmarksvereiterung erhöhter Pflege bedurfte. Im Oktober 1932 begann ihr Mann in Warschau zu arbeiten, wo ihn Hans-Adolf von Moltke hin vermittelte. Am 9. März 1934 kam ihre zweite Tochter zur Welt. Das Diplomatenehepaar widmete sich dem Bridgespiel und der Jagd. Bei diesen gesellschaftlichen Ereignissen lernten sie NS-Größen wie Hermann Göring und Joachim von Ribbentrop kennen, die sie bewirteten.
Eine Reise mit Hans Frank, Hitlers Rechtsanwalt, versuchte Rudolf von Scheliha zu nutzen, um den Adel vor Adolf Hitler zu warnen und brachte sich durch seine Unvorsichtigkeit jedoch selbst in Gefahr. Etwa um 1938/39 begann sein bewusster Weg in den Widerstand. Er nutzte seinen Einfluss um seine Freunde vor der Verfolgung der Nationalsozialisten zu retten und brachte sich so selbst in Gefahr.  Zudem nutzte er seine spätere Stellung in der Protokoll-Abteilung des Auswärtigen Amtes in Berlin, um sogenannte „Greuelpropaganda“, die er eigentlich beobachten und bekämpfen sollte, weiterzuleiten. Rudolf von Schliha wurde am 29. Oktober 1942 verhaftet und der Widerstandsgruppe Rote Kapelle zugerechnet, der er weder angehörte, noch zu der er Verbindungen pflegte. Er wurde zu einem Geständnis gezwungen und am  22. Dezember 1942 in Berlin-Plötzensee hingerichtet.
Marie Louise von Scheliha wurde ebenfalls am 29. Oktober verhaftet und in das Gerichtsgefängnis in die Kantstraße gebracht. Auch sie wurde wiederholt verhört und bedroht und erst am 6. November 1943 wieder entlassen. Sie wurde gezwungen Berlin zu verlassen und zog mit ihren Kindern zu ihrer Schwester nach Wien.

### Nach dem Tod ihres Mannes
In den letzten Kriegstagen floh sie mit ihren Töchtern über Prag ins bayerische Niederstetten (Feldkirchen-Westerham). In dem ehemaligen Schloss der Fürsten von Hohenlohe-Jagstberg bewohnte die Familie einen Kellerraum und ernährte sich überwiegend von Pilzen, Beeren und Fallobst. Außerdem arbeitete sie schwarz auf dem Feld. Sie lebte in diesen Jahren trostlos vor sich hin. Nach dem Kriegsende holten Freunde sie nach Würzburg, 1951 zog sie nach München, wo sie Hausfrau wurde. 
Marie Louise von Schehila hatte sich während des 3. Reiches nicht um die Widerstandstätigkeit gekümmert und er hatte sie nicht eingeweiht, nicht zuletzt um sie zu schützen. Nun, da sie vor dem finanziellen Nichts stand, versuchte sie sich um Wiedergutmachungszahlungen zu kümmern.
Während des Prozesses gegen Manfred Roeder, dem Chefankläger gegen ihren Mann, versuchte sie über Robert Kemper, dem leitenden Richter in diesem Verfahren, zu erfahren, was ihrem Mann überhaupt zur Last gelegt wurde. Roeder beantwortete ihre Fragen jedoch nur mit Verhöhnung. Kemper leitete den Brief daher gar nicht erst weiter. Da ihr Mann laut dem Gericht damals der Roten Kapelle und damit den Kommunisten angehört hatte, wurde ihr die Wiedergutmachung vorenthalten. Sie erhielt jedoch etwas Beihilfe vom Land Württemberg-Baden sowie ab dem 28. November 1950 Witwenrente. 1956 bat sie bei Theodor Heuss um einen Gnadenerweis, dem stattgegeben wurde, womit sie jedoch schlechter gestellt war, als viele Angehörige verurteilter NS-Täter.
In der Folge kam es zu einer langwierigen Auseinandersetzung, bei der Rudolf von Schelihas Rolle im Widerstand immer wieder untersucht wurde. Man versuchte Marie Louise von Scheliha dazu zu bewegen, den Antrag auf Wiedergutmachung zurückzuziehen und setzte sie unter Druck. 1990 erschien Ulrich Sahms ausführliche Biografie Rudolf von Scheliha 1897–1942. Ein deutscher Diplomat gegen Hitler über  1990, die auch auf ausführlichen Gesprächen mit Marie Louise von Scheliha beruhte.
Eine erneute Klage der Familie vor dem Innenministerium scheiterte erneut an der Unwilligkeit der Behörden von Scheliha als Opfer des Nationalsozialismus anzuerkennen. Erst 1995, 53 Jahre nach seiner Hinrichtung, wurde Rudolf von Scheliha auch offiziell rehabilitiert. Marie-Louise von Scheliha erlebte dies noch hochbetagt im Kreise ihrer Familie in der Schweiz, wo sie ihre letzten Lebensjahre verbrachte. Sie verstarb am 2. April 2003 in der Schweiz.